# Набта-Плая

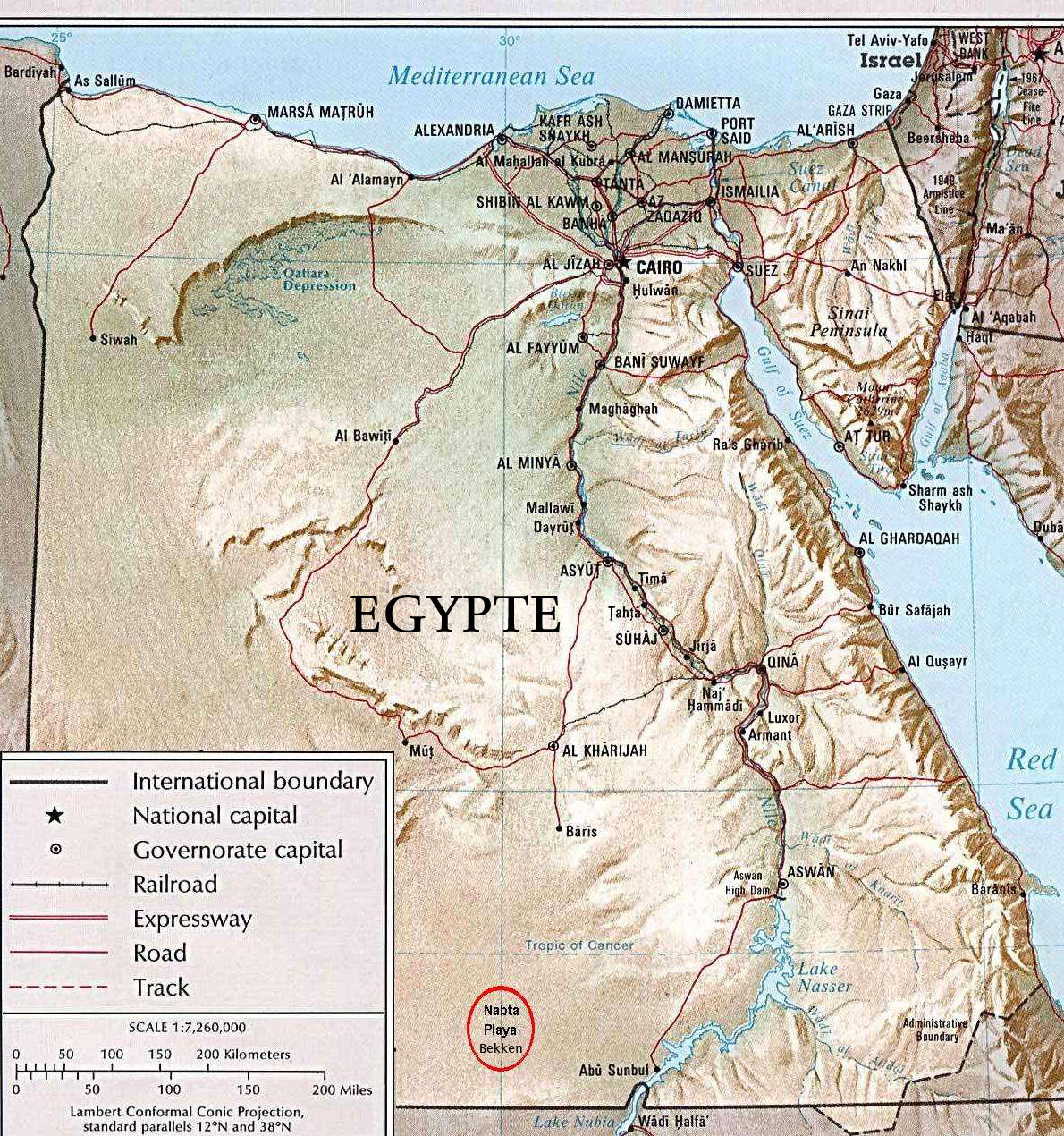
Набта-Плайя на мапі Єгипту, обведено червоним

Набта-Плая (англ. Nabta Playa) — великий безстічний басейн в Нубійській пустелі приблизно за 100 км на захід від Абу-Сімбела і за 800 км на південь від сьогоденного Каїра. Тут виявлено численні важливі археологічні знахідки, здебільшого епохи неоліту. Цікаво також те, що ще в доісторичні часи виник караванний шлях з Абу-Сімбела в оазу Бір-Ксейба і далі в Центральну Африку проходив через Набта-Плаю.

## Історичний огляд
У плейстоцені, близько 23 000 до н. е., клімат в Нубійській пустелі став сухіше, і луки перетворились на пустельний ландшафт, непридатний для життя людей. З переходом до голоцену і пересуванням зони мусонів на північ клімат став вологіше.
Завдяки підвищенню кількості опадів придатними для життя стали і такі низовини, як Фаюм, область Набта з великою кількістю нанесеного ґрунту, а також оаза Бір-Ксейба. Негроїдне населення мігрувало вниз по Нілу і далі з 10 000 до н. е. розселилося по східній Сахарі.
З 7 000 до н. е. в цих місцях відзначаються великі поселення з високим ступенем соціальної організації. У Набта-Плаї виявлена також кераміка, найраніші зразки якої належать до 6 000 до н. е., прикрашена складним кольоровим орнаментом і нагадує за стилем кераміку долини Нілу поблизу Хартуму. Археологічні знахідки вказують на те, що рівень суспільної організації тут був вищий, ніж у долині Нілу.
У 6 тисячолітті до н. е. розвивається доісторичний культ або релігія з жертвопринесеннями великої рогатої худоби, який хоронили в камерах, покритих каменями. Залишається предметом дискусій, чи вплинув цей культ на пізніший культ єгипетської богині Хатхор.

## Доісторична обсерваторія
У Набта-Плаї, поблизу висохлого озера, розташована одна з найдавніших археоастрономічних пам'яток. Споруджена тут майже одночасно з Гозекським колом, але на 1000 років старше Стоунхенджа мегалітична композиція слугувала календарним цілям — вона допомагала визначати літнє сонцестояння. Археологічні знахідки вказують на те, що околиці Набта-Плаї в той період були населені залежно від сезону, імовірно влітку, коли в озері був високий рівень води, таким чином, визначення літнього сонцестояння відігравало важливу роль у визначенні відповідного моменту для міграції в місця зимового проживання.